# Campionati italiani di triathlon sprint del 2020
I Campionati Italiani di Triathlon Sprint del 2020 sono stati organizzati da TRIevolution Sport Eventi in collaborazione con la Federazione Italiana Triathlon e si sono tenuti a Lignano Pineta in Friuli-Venezia Giulia, in data 26 settembre 2020.
Tra gli uomini ha vinto per la seconda volta consecutiva Gianluca Pozzatti (707 Triathlon Team), mentre la gara femminile è andata ad Angelica Olmo ( Carabinieri).

## Risultati

### Élite uomini
| Pos. | Atleta                | Società sportiva        | Nuoto    | Bici     | Corsa    | Totale   |
| ---- | --------------------- | ----------------------- | -------- | -------- | -------- | -------- |
|      | Gianluca Pozzatti     | 707 Triathlon Team      | 00:09:45 | 00:25:06 | 00:14:53 | 00:51:52 |
|      | Alessio Crociani      | Triathlon Team Riccione | 00:09:17 | 00:25:59 | 00:14:36 | 00:52:07 |
|      | Michele Sarzilla      | DDS                     | 00:10:00 | 00:25:51 | 00:14:32 | 00:52:36 |
| 4    | Nicolò Strada         | Raschiani Triathlon     | 00:09:43 | 00:24:51 | 00:15:54 | 00:52:47 |
| 5    | Gregory Barnaby       | 707 Triathlon Team      | 00:10:01 | 00:25:16 | 00:15:23 | 00:53:01 |
| 6    | Jacopo Butturini      | CUS Verona              | 00:09:52 | 00:25:11 | 00:15:46 | 00:53:04 |
| 7    | Giulio Molinari       | Carabinieri             | 00:10:16 | 00:24:33 | 00:16:00 | 00:53:13 |
| 8    | Nicola Azzano         | Carabinieri             | 00:09:54 | 00:26:23 | 00:14:49 | 00:53:16 |
| 9    | Davide Uccellari      | Fiamme Azzurre          | 00:10:26 | 00:25:57 | 00:14:53 | 00:53:32 |
| 10   | Mattia Ceccarelli     | Overcome                | 00:10:38 | 00:24:13 | 00:16:11 | 00:53:38 |
| 11   | Michele Bortolamedi   | K3 Cremona              | 00:09:47 | 00:25:59 | 00:15:50 | 00:53:57 |
| 12   | Dario Chitti          | CUS Parma               | 00:10:24 | 00:25:42 | 00:15:37 | 00:53:59 |
| 13   | Riccardo Brighi       | CUS Parma               | 00:10:11 | 00:25:24 | 00:16:06 | 00:54:00 |
| 14   | Nicolò Ragazzo        | The Hurricane           | 00:09:47 | 00:26:11 | 00:16:05 | 00:54:19 |
| 15   | Davide Ingrillì       | Raschiani Triathlon     | 00:10:02 | 00:26:46 | 00:15:23 | 00:54:23 |
| 16   | Francesco Gazzina     | Minerva Roma            | 00:10:01 | 00:26:15 | 00:15:44 | 00:54:24 |
| 17   | Matthias Steinwandter | Carabinieri             | 00:10:33 | 00:26:16 | 00:15:10 | 00:54:25 |
| 18   | Alessandro De Angelis | Minerva Roma            | 00:10:21 | 00:26:33 | 00:15:13 | 00:54:29 |
| 19   | Tommaso Crivellaro    | CUS Pro Patria Milano   | 00:10:28 | 00:26:03 | 00:15:38 | 00:54:31 |
| 20   | Giulio Pugliese       | Torrino-Roma Triathlon  | 00:10:20 | 00:26:45 | 00:15:24 | 00:54:45 |

### Élite donne
| Pos. | Atleta                   | Società sportiva      | Nuoto    | Bici     | Corsa    | Totale   |
| ---- | ------------------------ | --------------------- | -------- | -------- | -------- | -------- |
|      | Angelica Olmo            | Carabinieri           | 00:11:10 | 00:27:37 | 00:16:31 | 00:57:49 |
|      | Luisa Iogna-Prat         | DDS                   | 00:11:05 | 00:27:57 | 00:17:24 | 00:59:13 |
|      | Sharon Spimi             | The Hurricane         | 00:10:54 | 00:28:30 | 00:17:06 | 00:59:19 |
| 4    | Alice Betto              | Fiamme Oro            | 00:10:56 | 00:29:24 | 00:17:04 | 01:00:13 |
| 5    | Giorgia Priarone         | 707 Triathlon Team    | 00:11:59 | 00:28:38 | 00:17:09 | 01:00:24 |
| 6    | Myral Greco              | Minerva Roma          | 00:11:21 | 00:29:58 | 00:17:28 | 01:01:34 |
| 7    | Carlotta Maria Missaglia | Valdigne Triathlon    | 00:11:53 | 00:29:55 | 00:17:12 | 01:01:35 |
| 8    | Alessia Orla             | DDS                   | 00:11:33 | 00:29:16 | 00:18:26 | 01:01:55 |
| 9    | Bianca Seregni           | DDS                   | 00:11:04 | 00:29:02 | 00:19:12 | 01:02:06 |
| 10   | Angelica Prestia         | Pianeta Acqua         | 00:11:07 | 00:30:55 | 00:17:31 | 01:02:14 |
| 11   | Costanza Arpinelli       | Minerva Roma          | 00:12:09 | 00:30:17 | 00:16:53 | 01:02:14 |
| 12   | Lilli Gelmini            | 707 Triathlon Team    | 00:11:13 | 00:30:44 | 00:18:11 | 01:03:03 |
| 13   | Carlotta Bonacina        | Raschiani Triathlon   | 00:11:17 | 00:31:01 | 00:18:04 | 01:03:04 |
| 14   | Letizia Martinelli       | Valdigne Triathlon    | 00:12:04 | 00:30:14 | 00:17:58 | 01:03:05 |
| 15   | Lisa Schanung            | T.D. Rimini           | 00:12:01 | 00:29:15 | 00:19:20 | 01:03:18 |
| 16   | Asia Mercatelli          | Raschiani Triathlon   | 00:11:36 | 00:31:19 | 00:17:38 | 01:03:21 |
| 17   | Francesca Crestani       | CY Laser TriSchio     | 00:11:42 | 00:30:15 | 00:18:35 | 01:03:21 |
| 18   | Federica Parodi          | T.D. Rimini           | 00:11:55 | 00:30:59 | 00:18:00 | 01:03:31 |
| 19   | Sofia Spreafico          | CUS Pro Patria Milano | 00:11:42 | 00:30:48 | 00:18:37 | 01:03:54 |
| 20   | Chiara Lobba             | CY Laser TriSchio     | 00:12:15 | 00:30:45 | 00:18:20 | 01:04:11 |